# Прапор Гагаузії
Прапор Гагаузії — символ Гагаузької автономії у складі Молдови.
На початку 1990-их років на політичних демонстраціях використовували блакитний прапор із зображенням голови вовка. Блакитний є традиційним кольором тюрків, а вовк — міфічним прародичем народу. Згідно з легендою, після спустошливого набігу ворогів вовчиця знайшла в лісі хлопчика, що дивом врятувався, та вигодувала його. Він і став родоначальником тюрків.

Попередній прапор Гагаузії

Цей прапор належав руху «Гагауз халкы» (Гагаузький народ), утвореному 19 лютого 1989 року. 
31 жовтня 1995 року Національна Асамблея Гагаузії прийняла закон про новий прапор. Прапор складається із трьох смуг різного кольору та ширини. Верхня синя смуга займає 6/10 S (ширини прапора), нижче — біла і червона смуги, кожна шириною 2/10 S. На синій смузі зображено три жовті зірки трикутником. Діаметр кола, описаного навколо зірок дорівнює 15/100 S, відстань від древка до центрів двох крайніх зірок дорівнює 3/10 S.